# Municipio de Minden (Iowa)
El municipio de Minden (en inglés: Minden Township) es un municipio ubicado en el condado de Pottawattamie en el estado estadounidense de Iowa. En el año 2010 tenía una población de 1041 habitantes y una densidad poblacional de 11,29 personas por km².

## Geografía
El municipio de Minden se encuentra ubicado en las coordenadas 41°27′17″N 95°34′28″O / 41.45472, -95.57444. Según la Oficina del Censo de los Estados Unidos, el municipio tiene una superficie total de 92.18 km², de la cual 91,9 km² corresponden a tierra firme y (0,3 %) 0,28 km² es agua.

## Demografía
Según el censo de 2010, había 1041 personas residiendo en el municipio de Minden. La densidad de población era de 11,29 hab./km². De los 1041 habitantes, el municipio de Minden estaba compuesto por el 98,85 % blancos, el 0,1 % eran afroamericanos, el 0,38 % eran amerindios, el 0,29 % eran asiáticos y el 0,38 % eran de una mezcla de razas. Del total de la población el 0,77 % eran hispanos o latinos de cualquier raza.